# Alas and Alack
Alas and Alack è un cortometraggio muto del 1915 diretto da Joseph De Grasse. La sceneggiatura è firmata da Ida May Park, moglie e collaboratrice fissa di De Grasse.

## Produzione
Il film fu prodotto da Joseph De Grasse per la Rex Motion Picture Company.

## Distribuzione
Distribuito dall'Universal Film Manufacturing Company, il cortometraggio uscì nelle sale cinematografiche USA il 10 ottobre 1915. Una copia incompleta del film viene conservata negli archivi del National Film and Television Archive del British Film Institute.
Tredici minuti del film sono usciti nel 2007 in un DVD  distribuito dalla Image Entertainment; il corto accompagnava The Hunchback of Notre Dame (1923), interpretato da Lon Chaney.